# Ara żółtoszyja
Ara żółtoszyja (Primolius auricollis) – gatunek średniej wielkości ptaka z rodziny papugowatych (Psittacidae), zamieszkujący Amerykę Południową. Nie wyróżnia się podgatunków. Nie jest zagrożony.

## Zasięg występowania
Występuje w centralnej części Ameryki Południowej – w skrajnie północnej Argentynie, Boliwii, środkowej i południowo-zachodniej Brazylii oraz w północnym Paragwaju.

## Morfologia
Rozmiarydługość ciała około 38 cm, masa ciała około 250 g.
WyglądUpierzenie w większości zielone. Brązowo-czarne czoło, wierzch głowy i dolna część policzków, kremowobiała naga twarz. Żółty kołnierz wokół tylnej części szyi. Ogon niebieski, u nasady brązowoczerwony. Dziób szaroczarny z końcówką w kolorze rogu. Tęczówka pomarańczowa.

## Ekologia
ŚrodowiskoZamieszkuje różnorodne środowiska: wilgotne lasy tropikalne, lasy liściaste, trawiaste równiny, tereny rolnicze wokół miast.
PożywienieZjada nasiona, owoce, kwiaty, orzechy.
LęgiGniazduje w dziuplach drzew (w jednym zbadanym przypadku dziupla była na wysokości 20 m nad ziemią). Samica składa 3 lub 4 jaja, okres wysiadywania 24–26 dni. Młode są opierzone po około 10 tygodniach od wyklucia.

## Status
Międzynarodowa Unia Ochrony Przyrody (IUCN) uznaje arę żółtoszyją za gatunek najmniejszej troski (LC – least concern) nieprzerwanie od 1988 roku. Liczebność populacji nie została oszacowana, ale ptak ten opisywany jest jako dość pospolity. BirdLife International uznaje trend liczebności populacji za wzrostowy, gdyż degradacja środowiska przez człowieka powoduje powstanie nowych, dogodnych dla tego gatunku siedlisk. Gatunek ten jest ujęty w II załączniku konwencji waszyngtońskiej (CITES).